# 西堀端停留場

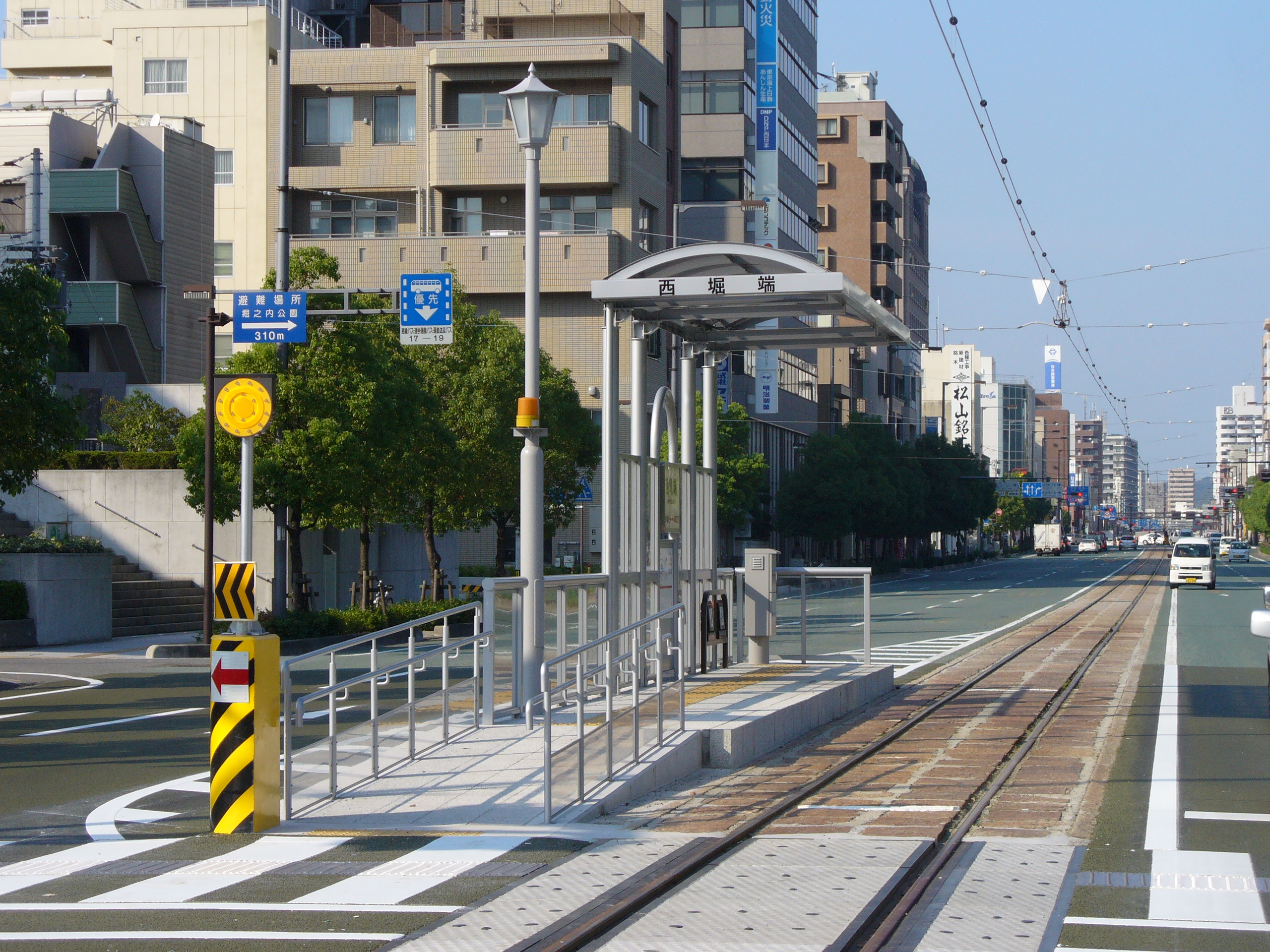
本町一丁目停留場（西堀端停留場時代、本町六丁目行きホーム）

西堀端停留場（にしほりばたていりゅうじょう）は、愛媛県松山市大手町一丁目にある伊予鉄道の停留場である。
本項では、同市堀之内に位置する本町線の本町一丁目停留場（ほんまちいっちょうめていりゅうじょう）についてもこの項で説明する。

## 利用可能な路線
- 西堀端停留場
  - 城南線
  - 大手町線
- 本町一丁目停留場
  - 本町線

市内電車（松山市内線）の1、2、5号線が西堀端停留場を、6号線が本町一丁目停留場を使用する。停留場番号は西堀端停留場が03、本町一丁目停留場が25となる。

## 歴史
かつては本町一丁目停留場も西堀端停留場の一部であったが、のりばが離れていることから2018年（平成30年）3月1日より本町線のホームを本町一丁目停留場として改称・分離した。
- 1911年（明治44年）9月1日：松山電気軌道の停留場として開業。
- 1921年（大正10年）4月1日：会社合併により伊予鉄道城南線の停留場となる。
- 1936年（昭和11年）5月1日：大手町線が開業。
- 1946年（昭和21年）8月19日：城南線が休止。
- 1948年（昭和23年）7月1日：本町線として再開業。
- 2020年（令和2年）
  - 4月11日 - 新型コロナウイルスの影響で当面の間、土日祝日は全便運休となる[3]。
  - 7月23日 - ダイヤ改正により、土日祝日は全便運休となる[4]。

## 構造
城南線（南堀端方面）から大手町線（JR松山駅方面）または本町線（本町六丁目方面）への直通が可能な配線となっている。上下線とも安全地帯付。
本町一丁目停留場のうち南堀端方面行きの乗場は西堀端停留場と近接しているが、本町六丁目方面への乗場は本町三丁目方に大きく離れている。このため、道後温泉方面から本町方面へ向かう際の乗換指定駅は南堀端停留場となっている。

### のりば
| ホーム | 路線   | 行先                   |
| ------ | ------ | ---------------------- |
| 1      | ■2号線 | 松山市駅行き           |
| 1      | ■5号線 | 大街道、上一万方面     |
| 2      | ■5号線 | JR松山駅前行き         |
| 2      | ■1号線 | JR松山駅前・木屋町方面 |

| ホーム | 路線   | 行先           | 備考         |
| ------ | ------ | -------------- | ------------ |
| 3      | ■6号線 | 松山市駅行き   | 平日のみ運行 |
| 4      | ■6号線 | 本町六丁目行き | 平日のみ運行 |

## 周辺
- ホテルマイステイズ松山
- 愛媛新聞社
- 愛媛CATV
- 南海放送本社（メディアパーク）
- 伊予鉄バス「西堀端」停留所
- 金光教松山教会
- PL教団松山教会
- 立憲民主党愛媛県総支部連合会

## 隣の停留場
伊予鉄道
城南線
南堀端停留場 (02) - 西堀端停留場 (03)
大手町線
大手町駅前停留場 (04) - 西堀端停留場 (03)
本町線
南堀端停留場 (02) - 本町一丁目停留場 (25) - 本町三丁目停留場 (26)